# Carolingia Turicensis
Die Carolingia Turicensis ist eine farbentragende Schweizer Studentenverbindung in Zürich und wurde am 31. Januar 1893 gegründet.

## Allgemeines
Die Carolingia Turicensis ist eine politisch neutrale und nichtschlagende Verbindung männlicher Studenten. Es werden Studenten aller Fachrichtungen der Universität Zürich und ETH Zürich aufgenommen. Sie ist eine Lebensverbindung, das heisst, die Mitgliedschaft endet gewöhnlich erst mit dem Tod. Die Verbindung wird vom Chargencollegium (CC) geführt, welches jeweils vor dem Semester gewählt wird. Nach Beendigung seines Studiums und der Philistration wird ein Carolinger automatisch Mitglied der Alt-Carolingia.
Ihre Devise ist «Gott – Freundschaft – Vaterland», wobei heutzutage die Freundschaft im Vordergrund steht. «Gott» steht für den christlichen Grundgedanken, während ein Carolinger seine Pflichten gegenüber dem Vaterland erfüllen sollte, jedoch frei nach seiner politischen Überzeugung.
Die Carolingia Turicensis ist Mitglied des Falkensteinerbundes, dessen vier Mitglieder (Schwizerhüsli Basel, Zähringia Bern, Valdésia Lausanne, Carolingia Turicensis) freundschaftliche Beziehungen mit gegenseitiger Aufnahmepflicht untereinander pflegen. Zudem besteht ein Freundschaftsverhältnis mit dem Wingolfsbund mit Sektionen in ganz Deutschland, Österreich und Estland. Ferner ist die Carolingia Mitglied des Corporationen Convent Zürich (CCZ), bei dessen Gründung sie massgeblich mitwirkte.

## Geschichte

### Vorläufer
Der erste Vorläufer der Carolingia Turicensis entstand 1849, als christliche Männer einen Jünglingsverein «zum Schutz vor Unglauben und Irrungen» gründeten. Schon ein Jahr später wurde dieser Verein zum Zürcher Kränzchen christlicher Studenten umgestaltet. Dieses Kränzchen pflegte Kontakt mit dem Schwizerhüsli Basilensis. Doch aufgrund fehlender Anwerbung neuer Mitglieder wurde das Kränzchen 1853 aufgelöst.
Der nächste Versuch, eine christliche Studentenverbindung zu gründen, wurde 1891 in Angriff genommen. Es wurde der christlich-soziale Verein für Studierende beider Zürcher Hochschulen gegründet mit dem Zweck der gegenseitigen Förderung und Erbauung an christlichem Leben und Glauben und christlich-sozialer Fragen. Wiederum kämpfte dieser Verein nach kurzer Zeit mit Mitgliedermangel und wurde aufgelöst.

### Gründungsjahre
Nach kurzer Zeit wurde dann am 31. Januar 1893 von sieben gleichgesinnten Studenten die Carolingia Turicensis als christliche, nichtschlagende Studentenverbindung gegründet. Die Gründungsmitglieder hiessen Paul Wirz, Friedrich Naegeli, Caspar Huldreich Hohl, Paul Gysi, Robert Haller, Harry Wehrlin und Georg Schelling. Von Anfang an stand man in engem Kontakt mit dem Schwizerhüsli Basel und der Zähringia Bern, wozu man 1894 auch dem Falkensteinerbund beitrat. Weiter wurden freundschaftliche Beziehungen mit dem Wingolfsbund gepflegt.
Ab 1905 begannen Mitgliedermangel und Prinzipienstreitigkeiten die Verbindung zu schwächen. Durch Mithilfe der Alt-Carolingia konnte eine Suspension bis 1909 hinausgeschoben werden. Schon ein Jahr später, im Jahre 1910, fand jedoch die Rekonstitution der Carolingia Turicensis statt.

### Nach der Rekonstitution
Der Erste Weltkrieg wurde mit fester Zuversicht durchgehalten. Nichtsdestotrotz ging die Nachkriegszeit und besonders die Zeit des Generalstreiks an der Verbindung nicht spurlos vorüber. Das Verbindungsleben wurde neugestaltet, die Zusammenkünfte am Stamm reduziert und der Convent vernünftiger gehandhabt. Danach konnte auch der Zweite Weltkrieg die Carolingia nicht ernstlich gefährden, sodass mitten im Krieg das 50-jährige Bestehen der Carolingia gefeiert werden konnte.
Nachdem die 68er Revolution gut überstanden und das Verbindungsleben wieder einmal der aktuellen Zeit angepasst worden war, erlebte man in den 1980er-Jahren einen erneuten Mitgliederschwund. Das Verbindungsleben konnte damals nur mit Hilfe der Alt-Carolingia aufrechterhalten werden. Die Verbindung ging jedoch gestärkt aus dieser Krise hervor, und das 100-jährige Bestehen konnte 1993 ordentlich gefeiert werden.

### Die Carolingia heute
Auch wenn Studentenverbindungen an heutigen Universitäten eine Randerscheinung darstellen, so hat die Carolingia dennoch eine stabile Anzahl Mitglieder in der Aktivitas, welche an ihren Traditionen festhält. Nach einigen Stammlokalwechseln findet der allwöchentliche Stamm nun schon seit einigen Jahren im Zunfthaus zum Grünen Glas, dem Zunfthaus der Zunft Riesbach, statt. 2018 konnte das 125-jährige Bestehen der Carolingia in würdigem Rahmen gefeiert werden.

## Die Farben in Band und Mütze
Das Burschenband der Carolingia hat die Farben Blau-Gold-Schwarz, das Fuxenband die Farben Blau-Gold. Beide haben goldene Perkussionen, das Blau ist das «Zürichblau». Das Hundertsemesterband ist ein mit Eichenlaub und dem Schriftzug «100 Semester» besticktes Burschenband. Das Band wird über die rechte Schulter getragen, wobei das Blau immer oben steht.
Das Blau steht für das Himmelszelt, das Gold für die Treue und das Schwarz für des Lebens Ernst. Die Tellermütze ist aus Filz und hat «Zürichblau» als Grundfarbe. Am Rand der Mütze verläuft ein Farbstreifen mit den Farben blau, gold und schwarz.

## Herbstreisli
Seit 2004 findet im Herbst das alljährliche «Herbstreisli» der Carolingia Turicensis statt. Während vier Tagen wird innerhalb der Schweiz eine Wanderung durchgeführt, wobei die teilnehmenden Verbindungsstudenten bestrebt sind, möglichst viele Leistungskilometer zu sammeln. Seit 2013 wird das «Reisli» von der Marschbrigade 13, einem eigens dafür gegründeten Verein, durchgeführt, wobei immer der Comment der Carolingia gilt. Um diesem Verein beitreten zu können, muss man auf dem «Herbstreisli» oder dem «Frühlingskonterbummel», das eintägige Pendant zum «Herbstreisli» im Frühling, 150 Leistungskilometer erlaufen.

## Bekannte Mitglieder
- Walther Köhler (1870–1946), Professor für Kirchengeschichte
- Adolf Keller (1872–1963), Professor für Theologie Universität Zürich
- Theophil Christen (1873–1920), Leiter Röntgeninstitut
- Fritz Medicus (1876–1956), Professor für Philosophie ETH Zürich
- Hans Bluntschli (1877–1962), Professor für Anatomie an der Universität Bern und der Johann Wolfgang Goethe-Universität Frankfurt am Main
- Konrad Escher (1882–1944), Professor für Kunstgeschichte Universität Zürich
- Arnold Isler (1882–1942), Oberst i. Gst., 1. Direktor des Eidgenössischen Luftamt
- Rudolf Tschudi (1884–1960), Orientalist
- Paul Götz (1891–1954), Geophysiker
- Max Oechslin (1893–1979), Forstingenieur, Kantonsoberförster Uri
- Emil Landolt (1895–1995), Rechtsanwalt, Stadtpräsident von Zürich[6]
- Markus Feldmann (1897–1958), Bundesrat
- Leonhard von Muralt (1900–1970), Professor für Schweizer Geschichte Universität Zürich
- Urs Küry (1901–1976), Bischof der Christkatholischen Kirche Schweiz
- Ernst Hadorn (1902–1976), Zoologe
- Heinrich Hellstern (1902–1984), Pfarrer und Entwicklungshelfer
- Eduard Stiefel (1909–1978), ETH Zürich
- Victor Maag (1910–2002), Pfarrer[6]
- Hans Bietenhard (1916–2008), Professor für Neues Testament Universität Bern
- Franz Escher (1921–1990), Direktor der Oto-rhino-laryngologischen Klinik Universität Bern
- Max Wyttenbach (1921–2015), Pfarrer
- Elias Landolt (1926–2013), Geobotaniker
- Hanspeter Fischer (1930–2009), alt Regierungsrat, alt Nationalrat
- Kurt R. Spillmann (1937–2025), ETH Zürich, Historiker
- Roland Schneider (* 1948), Bundesrichter